# Narcobarbital
Narcobarbital (Pronarcon) è un barbiturico sviluppato nel 1932 da Carl Heinrich Friedrich Boedecker e Heinrich Gruber Schoneberg. Nel maggio 1937, fu brevettato negli Stati Uniti. Ha effetti sedativi. È ancora usato in medicina veterinaria per indurre l'anestesia chirurgica.